# Iroquois Falls
Iroquois Falls (offiziell Town of Iroquois Falls) ist eine Flächengemeinde mit mehreren Ortsteilen im Nordosten der kanadischen Provinz Ontario. Sie liegt im Cochrane District und hat den Status einer Single Tier (einstufigen Gemeinde).
In der Gemeinde lebt eine relevante Anzahl an Franko-Ontarier. Bei offiziellen Befragungen gaben rund 40 % der Einwohner an französisch als Muttersprache oder Umgangssprache zu verwenden. Obwohl die Provinz Ontario offiziell nicht zweisprachig ist, sind nach dem „French Language Services Act“ die Provinzbehörden verpflichtet ihre Dienstleistungen in bestimmten Gebieten, dazu gehört auch der gesamte Cochrane District, zusätzlich in französischer Sprache anzubieten. Die Gemeinde selber gehört der Association française des municipalités d’Ontario (AFMO) an und fördert die französische Sprachnutzung auch auf Gemeindeebene.

## Lage
Die Gemeinde liegt zwischen dem Frederick House Lake, einem See im Lauf des Frederick House River im Westen und dem Abitibi River im Osten. Der Abitibi River wird dabei im Bereich der Gemeinde bzw. an der Grenze der Gemeinde mehrfach aufgestaut und zur Stromgewinnung genutzt.
Die Gemeinde gliedert sich in die verstreut liegenden Siedlungsteile:
- Ansonville
- Monteith,
- Nellie Lake und
- Porquis Junction.

Iroquois Falls liegt etwa 250 Kilometer Luftlinie nördlich von Greater Sudbury bzw. etwa 570 Kilometer Luftlinie nördlich von Toronto. Cochrane, das Verwaltungszentrum des Bezirks, liegt etwa 50 Kilometer Luftlinie nordnordwestlich.

## Geschichte
Ursprünglich entstand die heutige Gemeinde Anfang des 20. Jahrhunderts aus einem Holzfällercamp und einer Papiermühle als „Company Town“ der später in Resolute Forest Products aufgegangenen „Abitibi Power and Paper Company“. Die letzten Anlagen der Firma in der Gemeinde wurden im Jahr 2014 geschlossen.
Während des Zweiten Weltkrieges wurde in der Gemeinde ein Lager für deutsche Kriegsgefangene und deutschstämmige Enemy Alien aus Kanada und Großbritannien betrieben. Heute ist daraus der „Monteith Correctional Complex“, ein Provinzgefängnis für Häftlinge mittlerer und hoher Sicherheitsstufe, entstanden.

## Demografie
Der Zensus im Jahr 2016 ergab für die Siedlung eine Bevölkerungszahl von 4537 Einwohnern, nachdem der Zensus im Jahr 2011 für die Siedlung eine Bevölkerungszahl von noch 4595 Einwohnern ergeben hatte. Die Bevölkerung hat damit im Vergleich zum letzten Zensus im Jahr 2011 entgegen dem Trend in der Provinz um 1,3 % abgenommen, während der Provinzdurchschnitt bei einer Bevölkerungszunahme von 4,6 % lag. Bereits im Zensuszeitraum von 2006 bis 2011 hatte die Einwohnerzahl in der Siedlung entgegen den Trend deutlich um 2,8 % zugenommen, während sie im Provinzdurchschnitt um 5,7 % zunahm.

## Verkehr
Iroquois Falls wird vom Kings Highway 11 durchquert, der hier auch Teil des Trans-Canada Highways ist. Innerhalb der Gemeinde zweigt vom Highway 11 auch der Kings Highway 67 ab. Dieser ist jedoch nur eine rund 10 Kilometer lange Verbindungsstraße innerhalb der Gemeinde zwischen Porquis Junction und Ansonville.
Weiterhin verläuft eine Eisenbahnstrecke der Ontario Northland Railway durch die Gemeinde, auf der fahrplanmäßig Personenzüge verkehren und hier auch halten.
Die Gemeinde verfügt über einen örtlichen Flughafen (IATA-Code: ohne, ICAO-Code: ohne, Transport Canada Identifier: CNE4) innerhalb der Stadtgrenzen. Der Flughafen hat eine asphaltierte Start- und Landebahn von 1216 Metern Länge sowie zwei kürzer Start- und Landebahn aus Gras.